# Tomiya
Tomiya (富谷市?) è una città giapponese della prefettura di Miyagi.